# 荒川歌江
荒川歌江（あらかわ うたえ、本名・猪妻ウタエ、1903年 - 1971年9月1日）は大正・昭和期の漫才師。
大阪の生まれ、荒川芳丸の門下。同じ門下には夢路いとし・喜味こいし、人生幸朗等がいる。
同門で夫の荒川助八や砂川拾次、松葉家奴、浮世亭出羽助等と数々とコンビを変え。1960年より都家文雄とコンビを組むやいきなり文雄の「ぼやき漫才」で一世風靡をする。
文雄は一切歌江にネタの稽古をさせずぶっつけ本番で舞台に上がりとどまることを知らない文雄のぼやきを止めるのに苦労したという。かしまし娘の正司歌江とは下の名前が一緒で角座などの劇場で仕事依頼等で電話があった場合苦労した。
1966年、大阪府民劇場賞受賞。第8回上方演芸の殿堂入り。